# AP NM AE T1
A Min AP NM AE T1 (Mina Anti-Pessoal Não-Magnética Auto Explosiva modelo T1) é uma pequena mina antipessoal de metal mínimo brasileira. A mina possui uma caixa de plástico em forma de cone truncado. com um pequeno rastilho saliente e uma placa de pressão. O pequeno tamanho da placa de pressão confere à mina alguma resistência à explosão. A carga principal tem a forma de um pequeno cone invertido que gera um efeito de carga moldada quando detonado.
A mina é armada pela remoção de um pequeno pino de segurança, após o que a pressão na pequena placa de pressão comprime uma pequena mola, que libera dois pequenos retentores de segurança, liberando o atacante para ser forçado a entrar em uma tampa de percussão, acionando a carga de reforço e então o cargo principal.
A mina foi produzida até 1989 pela Quimica Tupan Ltda no Brasil e esteve a serviço das Forças Armadas do país. Todos os estoques operacionais da mina foram destruídos.

## Especificações
- Diâmetro: 85 mm
- Altura: 95 mm
- Peso: 0,42 kg
- Conteúdo explosivo: 0,15 kg de PETN/TNT com carga de reforço de Nitropenta.
- Pressão de operação: 17 kg